# Башук-Кірнадз Жанна Володимирівна
Жанна Володимирівна Башу́к-Кірна́дз (нар. 4 вересня 1958, Котельнич) — українська художниця; член Спілки радянських художників України з 1990 року.

## Біографія
Народилася 4 вересня 1958 року в місті Котельничі Кіровської області (нині Російська Федерація). Протягом 1973—1977 років навчалася у Мінському художньому училищі, була ученицею Ольгреда Малишевського. У 1977—1978 роках викладала креслення і малювання у середній школі Мінська. З 1978 по 1984 рік продовжила здобувати мистецьку освіту на відділенні станкового живопису художнього факультету Білорусського театрально-художнього інституту у Майя Данцига, Віктора Громика.
З 1985 року — у Чернівцях. Нині мешкає у селі Рідківцях Чернівецького району Чернівецької області.

## Творчість
Працює в галузі станкового живопису, в жанрах пейзажу, натюрморту і портрета. Серед робіт:
- «Травневий дощик» (1985);
- «Перед грозою» (1986);
- «Криниця» (1987);
- «Щастя» (1987);
- «Ворони» (1987);
- «Вечір» (1987);
- «Дуб» (1988);
- «Сірий день» (1989);
- «Червоні Карпати» (1989);
- «Буковинський мотив» (1990);
- «Синок» (1990);
- «Напийтеся чистої води» (1990).

Учасниця всеукраїнських виставок з 1987 року, всесоюзних — з 1989 року. Персональна виставка відбулася у Чернівцях у 1990 році.